# 中国四国管区警察学校
中国四国管区警察学校（ちゅうごくしこくかんくけいさつがっこう）は警察庁の中国四国管区警察局の組織の一つ。中国四国管区警察局及び中国四国管区警察局内の幹部職員を教育訓練するほか、専門実務の運用に関する教育・研究・調査を行う。

## 所在地
- 734-0037 広島県広島市南区霞1丁目3-93

## 組織
- 庶務部
  - 庶務課
  - 会計課
- 教務部
  - 教務課
  - 生活安全刑事教官室
  - 交通警備教官室
- 指導部
  - 学生科
  - 警務術科教官室

## 教養課程
- 警部補任用科
- 巡査部長任用科
- 係長任用科
- 主任任用科
- 専科教養
- 管区機動隊訓練